# World Scout Moot
World Scout Moot (Světový skautský moot) je setkáním roverů a rangers, skautů a skautek mezi 18 a 25 lety, z celého světa. Setkání se koná každé čtyři roky a organizuje je ho světová skautská organizace WOSM. Slovo "moot" pochází ze staroangličtiny a znamenalo setkání nebo sestavení. Podobnou událostí jako moot je světové skautské jamboree, které je však určeno skautům ve věku 14 - 17 let, počet účastníků jamboree je většinou mnohonásobně vyšší více než na Mootu. 
V Evropě je podobnou akcí Roverway. V Česku je obdobou mootu Obrok, který bývá překládán jako Czech Scout Moot.

## Historie
První světový skautský moot se uskutečnil v roce 1931 a měl se konat vždy v polovině mezidobí mezi světovými skautskými jamboree. Původně se akce jmenovala World Rover Moot a konala se pravidelně každé čtyři roky vyjma období druhé světové války se konala až do roku 1961. 
Poté byla nahrazena tzv. "rokem mootu", během kterého se konala velká řada akcí po celém světě. Cílem opuštění od myšlenky jednoho setkání byla hlavně dostupnost pro rovery a také zvýšení počtu akcí pro starší skauty. 
Na přelomu let 1990 a 1991 byla tradice obnovena pod názvem World Moot (světový moot), akce se uskutečnila v Austrálii. Od roku 1992 se pak akce konala každé čtyři roky, a od roku 2000 nese akce název World Scout Moot. V roce 2008 se měl moot konat v Mosambiku, tamní skauti pořadatelství odvolali. Akce se tak uskutečnila o dva roky později v Keni - bylo totiž domluveno, že pořadatelství zůstane Africe. Od roku 2013 se opět dodržuje čtyřletá periodicita a světový skautský moot se opět koná v polovině mezidobí mezi světovými skautskými jamboree.
V roce 2017 se konal světový skautský moot na Islandu, poprvé od roku 2000 se ho účastnil i český kontingent. V roce 2021 se měl uskutečnit v Irsku, kvůli světové pandemii koronaviru došlo k přesunu na rok 2022. V létě 2021 však byla akce světovým skautským výborem zcela zrušena.
Poslední světový skautský moot se konal se konal v létě 2025 v Portugalsku. Další se uskuteční v roce 2029 na Tchaj-wanu. 

### Světový skautský moot v Česku
Československo stálo ve dvacátých letech minulého století o organizování světového skautského mootu – usilovalo o získání pořadatelství pro rok 1949. To bylo poprvé a naposledy, co Česko usilovalo o pořádání světového mootu.

## Seznam světových skautských mootů
| Rok     | Název akce            | Země                | Místo                         | Datum                | Motto                        | Počet účastníků | Počet zemí | O pořádání také usiloval                           |
| ------- | --------------------- | ------------------- | ----------------------------- | -------------------- | ---------------------------- | --------------- | ---------- | -------------------------------------------------- |
| 1931    | 1st World Rover Moot  | Švýcarsko           | Kandersteg                    |                      |                              | 3 000           | 20         | ---                                                |
| 1935    | 2nd World Rover Moot  | Švédsko             | Ingarö                        | 30. 7. – 8. 8. 1935  |                              | 3 000           | 26         |                                                    |
| 1939    | 3rd World Rover Moot  | Spojené království  | Monzie                        |                      |                              | 3 500           | 42         | Norsko, Polsko                                     |
| 1949    | 4th World Rover Moot  | Norsko              | Skjåk                         |                      |                              | 2 500           | 40         | Austrálie, Belgie, Československo, Jamajka, Mexiko |
| 1953    | 5th World Rover Moot  | Švýcarsko           | Kandersteg                    |                      |                              | 4 168           | 41         | ---                                                |
| 1957    | 6th World Rover Moot  | Velká Británie      | Sutton Park                   |                      |                              | 3 500           | 61         | ---                                                |
| 1961    | 7th World Rover Moot  | Austrálie           | Melbourne                     |                      |                              | 969             | 15         | ---                                                |
| 1965-66 | Moot Year (10 akcí)   | Moot Year (10 akcí) | Moot Year (10 akcí)           | Moot Year (10 akcí)  | Moot Year (10 akcí)          | 3 599           |            | ---                                                |
| 1969-70 | Moot Year (26 akcí)   | Moot Year (26 akcí) | Moot Year (26 akcí)           | Moot Year (26 akcí)  | Moot Year (26 akcí)          | 7 250           |            | ---                                                |
| 1973-74 | Moot Year (22 akcí)   | Moot Year (22 akcí) | Moot Year (22 akcí)           | Moot Year (22 akcí)  | Moot Year (22 akcí)          | 11 000          |            | ---                                                |
| 1977-78 | Moot Year (23 akcí)   | Moot Year (23 akcí) | Moot Year (23 akcí)           | Moot Year (23 akcí)  | Moot Year (23 akcí)          | 14 560          |            | ---                                                |
| 1981-82 | Moot Year (31 akcí)   | Moot Year (31 akcí) | Moot Year (31 akcí)           | Moot Year (31 akcí)  | Moot Year (31 akcí)          | 22 380          |            | ---                                                |
| 1990-91 | 8th World Moot        | Austrálie           | Melbourne                     |                      |                              | 1 000           | 36         |                                                    |
| 1992    | 9th World Moot        | Švýcarsko           | Kandersteg                    | 27. 7. – 4. 8. 1992  |                              | 1 400           | 52         |                                                    |
| 1996    | 10th World Moot       | Švédsko             | Ransberg                      | 15. – 26. 7. 1996    |                              | 2 608           | 78         |                                                    |
| 2000    | 11th World Scout Moot | Mexiko              | Teutiuacan                    | 11. – 24. 7. 2000    |                              | 5 000           | 71         |                                                    |
| 2004    | 12th World Scout Moot | Tchaj-wan           | Hualien                       | 1. – 11. 8. 2004     |                              | 2 500           | 85         | Rakousko                                           |
| 2008    | 13th World Scout Moot | Mosambik            | Mapu to                       | 4.–13. 7. 2008       |                              |                 |            | Island, Portugalsko                                |
| 2010    | 13th World Scout Moot | Keňa                | Nairobi                       | 27. 7. – 7. 8. 2010  |                              | 1 924           | 66         | ---                                                |
| 2013    | 14th World Scout Moot | Kanada              | Low, Quebec                   | 8. – 18. 8. 2013     | Come And Expirience          | 2 000           | 83         | ---                                                |
| 2017    | 15th World Scout Moot | Island              | Ulfljotsvatn                  | 25.7. – 2.8. 2017    | Change – Inspired by Iceland | 5 123           | 106        | ---                                                |
| 2021    | 16th World Scout Moot | Irsko               | Malahide Castle               | 22. 7. – 1. 8. 2021  | Lé Cheile                    |                 |            | Maďarsko                                           |
| 2022    | 16th World Scout Moot | Irsko               | Malahide Castle               | 18. – 28. 7. 2022    | Lé Cheile                    |                 |            | Maďarsko                                           |
| 2025    | 16th World Scout Moot | Portugalsko         | Ovar, Buçaquinho Scout Center | 25. 7. – 3. 8. 2025  | Engage                       | 7 500           | 117        | Ázerbájdžán                                        |
| 2029    | 17th World Scout Moot | Tchaj-wan           | Tainan, Tsou Ma Lai Farm      | 30. 7. – 10. 8. 2029 | Bare Necessities             |                 |            | ---                                                |

### Seznam budoucích světových skautských mootů
| rok  | ročník                | o pořadatelství mluví či usiluje | poznámka |
| ---- | --------------------- | -------------------------------- | -------- |
| 2033 | 18th World Scout Moot | Austrálie                        |          |